# ناثان (لاعب كرة قدم مواليد 1994)
ناثان (بالبرتغالية: Nathan Athaydes Campos Ferreira‏) هو لاعب كرة قدم برازيلي في مركز الهجوم، ولد في 18 يناير 1994 في بورتو أليغري في البرازيل. لعب مع نادي بونتي بريتا.

## وصلات خارجية
- ناثان (لاعب كرة قدم مواليد 1994) على موقع قاعدة بيانات كرة القدم.إي يو (الإنجليزية)
- ناثان (لاعب كرة قدم مواليد 1994) على موقع Soccerway.com (الإنجليزية)